# Taniuchi Hideki
 (janvier 2016).
Taniuchi Hideki est un chef d'orchestre et compositeur japonais. Il a  notamment collaboré avec Yoshihisa Hirano sur les musiques du manga Death Note.

## Discographie
Liste non-exhaustive :
- 2004 : Otoguzoushi

- 2005 : Mahjong Legend Akagi

- 2006 : Death Note

- 2007 : Kaiji saison 1

- 2008 : Real Drive

- 2011 : Kaiji saison 2